# گویش تایبادی
گویش تایبادی یکی از گویش‌های زبان فارسی در استان خراسان رضوی است که در شهرستان تایباد رواج دارد. این گویش با گویش مردم هرات در افغانستان و گویش مردم تربت جام نزدیکی دارد.

## شعر گویشی

### چغوک نامه
بِدَر رِختَن چِغوکا اول سال
دِرَن یک جشنِ پرازجار وجِنجال
پِلخمونِر بده تیر بَم جِگر تو
چِغوکار رَم نَدِه از روی دیفال…
به نوروزا به تی باغا مِرَن صُب
مِرَن وسر به صحرا مِگذِرَن صُب
بِزَن دل خور به دریا و بِدر شو
چِغوکا جِغجِغ و دعوا دِرَن صُب
پِلخمونِر بُکو رِگِه به مینی
بکَش جیریر بکَش تا دین دینی
بزن چن تا چِغوک چاق و چِلَه
دُرُس کن اشکِنَر خیریر ببینی

### نوروز تایباد
اَمَد نوروز و دنیا رَنگ رَنگَه
مگی تیباد ما شهر فِرَنگَه
همهٔ مِردم به فکر هفت سینَن
چه نوروزای ما پُر دَنگ و فَنگَه
به تِی جنگل که از گُل سوز و سرخَه
مِبوسَن لاله‌ها خود خور قِشَنگَه
به باغا بِره و بُزغالَه بسیار
بِه کوه و دَشت آهو و پِلَنگه
مِرِقصَن لاله‌ها و لَقّ و لیسکَن
و جِنگَل سَوزه و سرخه دو رنگه
سِمارُق مِستِکَه مَططَلِ که پایَه
ترققاس کی کُنه گوشی به زنگه
چِغوکا جِغ و غِغ و داد و قیرور
به بار کردن که اِنگار وقتِ جَنگه
صدای دلنشین و گرم کوکو
به تی دالون مِپِچچَه شوخ و شَنگَه
جَلِ طوقی به گِردن طوق و خِفتی
و جَلِ کاکُلی بَر سر تِبَنگَه
هنوزُم جَلِ موشی مُشغُرَه خور
مگی که رو به او صد تا توفَنگَه
رمر هی کش مده چپو به تی دشت
چه جای شیشتن و جای درنگه
به قَرچِ آسمون مُرغا قِطارن
که انگار پادگانَه یا که هَنگَه
تمام آدمیزاد رو به مِیدو
به مِلَه و کِلَوَنگِ جِفَنگَه
مِخِندَه باغِ ما پُرکوی و غَشغَش
که موچوم چیزه خورده یا مِشَنگَه
به سَرِ پِنجِه هایِ تاک و بیهی
که پُر پُنگَه نِگارِ هفت رَنگَه
مُغّرَه کِفتَرِ نر سوی ماده
و ماده ناز مِنَه مست و مِلَنگَه
به پشت چیشم ما یک تیر کمونه
به اسم رستمه هفتاد رنگه
چه نَغزَه رَخت و فرش و دای و دیفال
چه شوشتَه دشت وکوه وخاک وسنگَه
تمام بلبل و گل غَرقِ رَقصَن
درختا تی بِغَل هم تَنگِ تَنگَه